# لاندن ویکند تله‌ویژن
لاندن ویکند تله‌ویژن (انگلیسی: London Weekend Television) یا به اختصار LWT، صاحب امتیازِ شبکهٔ آی‌تی‌وی در لندن بزرگ و نواحی اطراف آن در تعطیلات پایان هفته بود که پخش برنامه‌های خود را از سال ۵:۱۵ عصر (۷:۰۰ عصر مابین سال‌های ۱۹۶۸ تا ۱۹۸۲) شروع و تا ۶:۰۰ صبح دوشنبه ادامه می‌داد.
امروزه همچون سایر شرکت‌های دارای پروانه و حق امتیاز، لاندن ویکند تله‌ویژن نیز توسط آی‌تی‌وی پی‌ال‌سی هدایت و اداره می‌شود.
پایه‌گذار و نخستین مجری این شبکه که در آغاز «کنسرسیوم تلویزیون لندن» نام داشت، دیوید فراست بود و از سوی جنرال الکتریک کمپانی حمایت مالی می‌شد.

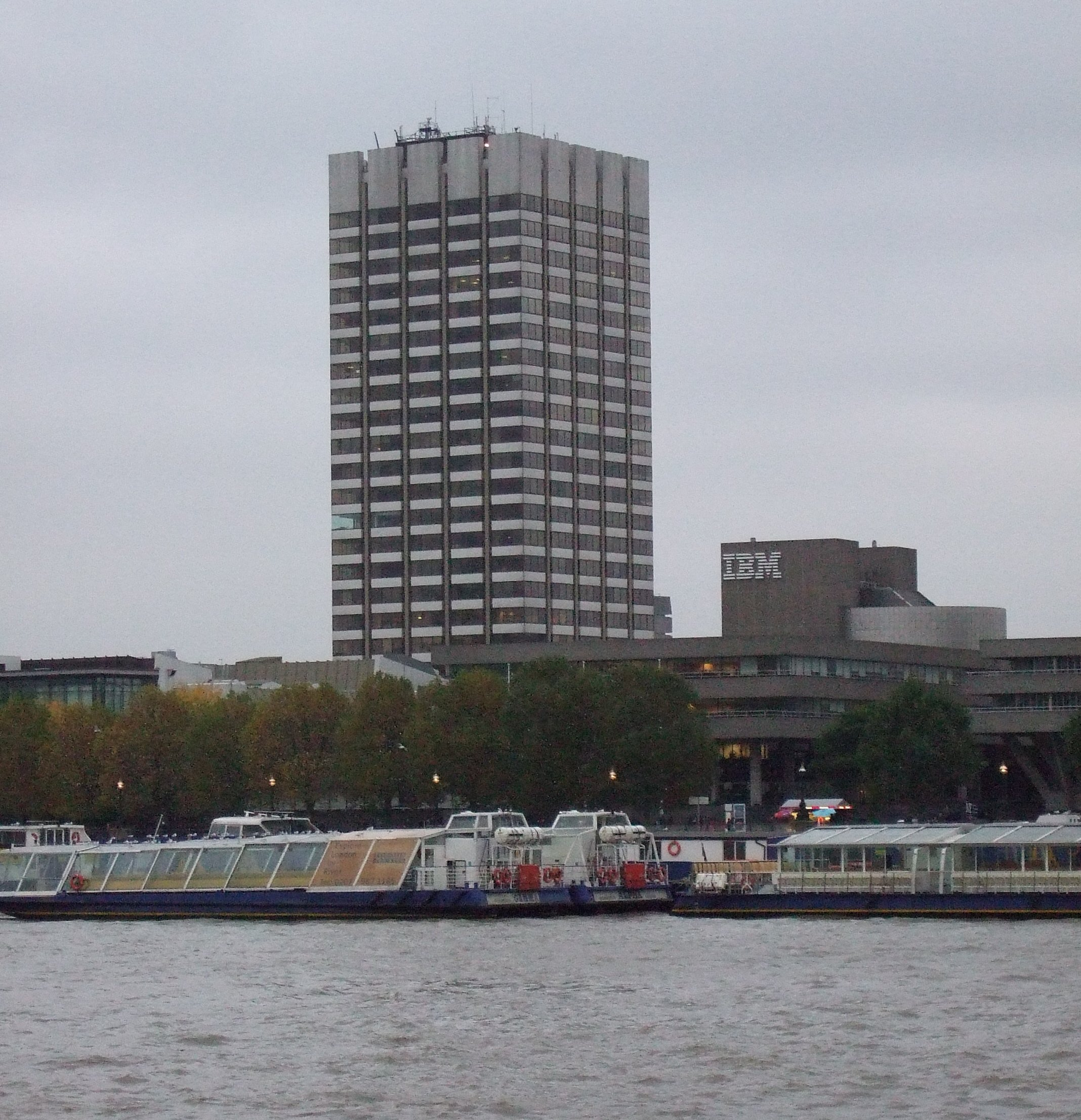
استودیوهای لندن، آنگونه که از آن سوی تیمز دیده می‌شود.

سریال‌های حواست به حرفات باشه و برخی قسمت‌های پوآرو توسط این شرکت تهیه و پخش شد.